# Flugunfall einer Piper PA-46 im Ärmelkanal 2019
Der Flugunfall einer Piper PA-46 im Ärmelkanal 2019 ereignete sich am 21. Januar 2019. Bei einem nächtlichen Charterflug vom Flughafen Nantes zum Flughafen Cardiff stürzte eine private Piper PA-46 Malibu in den Ärmelkanal, wobei die beiden Insassen, der Pilot und der Fußballer Emiliano Sala ums Leben kamen. 

## Maschine
Bei dem betroffenen Flugzeug handelte es sich um eine 1984 gebaute Piper PA-46 Malibu mit der Werknummer 46-8408037, die das Luftfahrzeugkennzeichen N264DB trug. Die Maschine hatte in der Vergangenheit eine Vielzahl von Eigentümern gehabt, zuletzt ab dem 3. Juni 2006 die BEC Holdings LLC aus Chicago und seit dem 19. November 2011 die Southern Aircraft Consultancy. Das einmotorige Geschäftsreiseflugzeug war mit einem Boxermotor des Typs Continental TSIO-520 BE/SER ausgestattet. Bis zum Zeitpunkt des Unfalls hatte die Maschine eine Gesamtbetriebsleistung von 6.636 Betriebsstunden absolviert.

## Insassen
Als Passagier befand sich der 28-jährige Fußballspieler Emiliano Sala an Bord. Sala hatte zuvor vom Fußballclub FC Nantes zu Cardiff City gewechselt und sollte dorthin gebracht werden, um in den Kader des Fußballvereins aufgenommen zu werden.
Darüber hinaus war mit dem 59-jährigen Piloten David Ibbotson nur ein einziges Besatzungsmitglied an Bord. Ibbotson verfügte über 3.500 Stunden Flugerfahrung, wovon nur 30 Stunden auf die Piper PA-46 entfielen.

## Unfallhergang

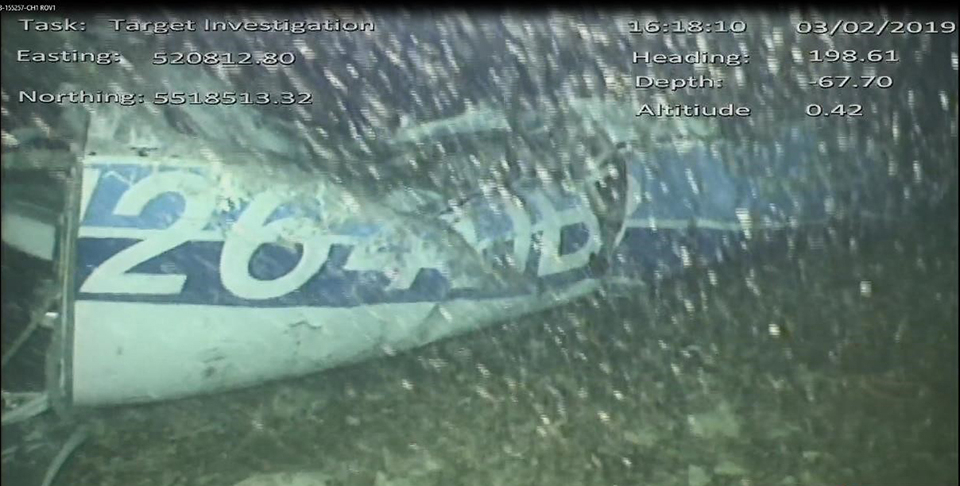
Aufnahme des Wracks vom Meeresboden

Der Pilot Ibbotson trat am 19. Januar 2019 einen Flug von Cardiff nach Nantes an, wohin er einen Passagier beförderte. Am Unfalltag traf er um 12:46 Uhr auf dem Flughafen Nantes ein, um die Maschine für den Flug zu betanken. Um 18:36 Uhr kam Emiliano Sala im Sicherheitsbereich des Flughafens an. Er nahm in der Maschine in einem der hinteren, nach vorne gerichteten Sitze Platz. Um 19:06 Uhr rollte die Maschine zum Startpunkt. Die vom Piloten geplante Route sah vor, dass das Flugzeug auf einer nahezu direkten Strecke von Nantes nach Cardiff fliegen und dabei Guernsey überfliegen sollte. Der Flugplan nach Sichtflugregeln sah eine Reiseflughöhe von 6.000 Fuß und eine Flugstrecke von 265 nautischen Meilen vor. Die Maschine startete um 19:15 Uhr von der Startbahn 03 des Flughafens Nantes. Der Pilot bat die Flugsicherung daraufhin um die Freigabe für den Steigflug auf 5.500 Fuß. Der Steigflug wurde von der Anflugkontrolle in Nantes genehmigt.
Das Flugzeug flog auf seiner geplanten Route in Richtung Cardiff, bis es auf Wunsch des Piloten etwa 13 Seemeilen südlich von Guernsey einen Sinkflug einleitete, um visuelle meteorologische Bedingungen zu gewährleisten. Der letzte Funkkontakt mit dem Flugzeug erfolgte mit dem Radar in Jersey um 20:12 Uhr, als der Pilot um einen weiteren Sinkflug bat. Der letzte aufgezeichnete Sekundärradarpunkt des Flugzeugs war um 20:16:34 Uhr, obwohl danach zwei weitere Primärechos aufgezeichnet wurden. Das Wrack der N264DB wurde anschließend auf dem Meeresboden etwa 30 Meter von der Position des letzten vom Radar in Guernsey aufgezeichneten Sekundärradarpunkts gefunden. Beide Insassen erlitten tödliche Verletzungen.

## Ursache
Der Leichnam Salas wurde am 6. Februar 2019 gefunden und geborgen. Pathologische Untersuchungen an Salas Körper ergaben einen Kohlenmonoxid- und Carboxyhämoglobingehalt von 58 Prozent. Eine Kohlenmonoxidvergiftung wurde daraufhin angenommen. Mit der potentiell tödlichen Konzentration in seinem Körper sei Sala zum Unfallzeitpunkt vermutlich bewusstlos gewesen. Todesursächlich seien bei Sala jedoch Aufprallverletzungen im Kopf- und Brustbereich gewesen. Es wurde vermutet, dass auch Ibbotson Kohlenmonoxid eingeatmet hatte und dadurch in seiner Fähigkeit, die Maschine zu steuern, erheblich beeinträchtigt war. In der Maschine habe es keine Kohlenmonoxiddetektoren gegeben, die den Piloten vor dem zu hohen Kohlenmonoxidgehalt hätten warnen können.
Das Wrack der Maschine konnte am 4. Februar 2019 in einer Tiefe von 63 Metern geortet werden. Die Ermittler des AAIB entschieden sich, das Wrack nicht vom Seeboden zu heben, da sie der Ansicht waren, dass sich dadurch nur geringe weitere Erkenntnisse gewinnen ließen.
Im Zuge der Unfallermittlungen stellte sich heraus, dass die Maschine vor dem Absturz in der Luft auseinandergebrochen war, als während des Fluges einer Kurve die strukturellen Belastungsgrenzen überschritten wurden. Der Pilot habe die Kurve vermutlich geflogen, um in eine Zone mit Sichtflugbedingungen einzufliegen. Sehr wahrscheinlich sei seine Urteilsfähigkeit zu diesem Zeitpunkt durch eine Kohlenmonoxidvergiftung beeinträchtigt gewesen.
Die Ermittlungen ergaben auch, dass die Musterberechtigung von Ibbotson zum Fliegen der Piper PA-46 im November 2018 abgelaufen war. Ibbotsons letzte Flugerfahrung mit der Piper PA-46 habe einige Zeit zurück gelegen. Er habe vor dem Flug geäußert, dass seine Kenntnisse der Bedienung der Cockpitinstrumente der Piper PA-46 etwas "eingerostet" seien. Ibbotson habe zudem keine Berechtigung zur kommerziellen Passagierbeförderung besessen. Er hatte zwar von 2012 bis 2014 versucht, eine solche Berechtigung zu erwerben, jedoch brach er die Ausbildung vorzeitig ab. Auch die Maschine sei nicht für kommerzielle Flüge zugelassen worden. Ferner habe der Pilot Ibbotson über keine Berechtigung für Nachtflüge verfügt. Es konnte ferner festgestellt werden, dass anstelle von Ibbotson der Planer des Fluges, David Henderson hätte die Maschine fliegen sollen. Henderson wurde daraufhin von der Polizei von Dorset festgenommen und sollte wegen Totschlages angeklagt werden. Die Polizei ließ schließlich den Vorwurf des Totschlages fallen, gegen Henderson wurde jedoch am 26. Oktober 2021 durch den Cardiff Crown Court Anklage wegen der Gefährdung des Luftverkehrs erhoben, da dieser einen Passagierflug ohne die erforderlichen Genehmigungen veranlasst hatte. Henderson wurde schließlich zu einer 18-monatigen Haftstrafe verurteilt.